# Adolphe-Henri Ruchat
Adolphe-Henri Ruchat (* 17. Dezember 1906 in Grandcour; † 21. Juni 2002 in La Tour-de-Peilz; heimatberechtigt in Grandcour) war ein Schweizer Sozialarbeiter und Flüchtlingshelfer. 

## Leben
Adolphe-Henri Ruchat wurde als Sohn des Landwirts Fritz Ruchat und der Edwig Michel geboren. Er war mit der Belgierin Jeanne Allard, der Tochter eines Bergarbeiters, verheiratet.
Ruchat schloss 1926 die Offiziersschule der Heilsarmee in Bern ab. Ab 1930 hielt er sich in Belgien auf. Von 1938 bis 1940 war er Direktor des protestantischen Hilfskomitees für deutsche Flüchtlinge in Brüssel. Während des Zweiten Weltkriegs wurde er von der Gestapo verhaftet. Nach der Verhaftung leitete er ein Aufnahmezentrum, das mit dem Widerstand zusammenarbeitete. Er half bei der Verbreitung der Radioprogramme von Radio Sottens und der British Broadcasting Corporation.
1948 kehrte Ruchat in die Schweiz zurück. Er war in Les Ponts-de-Martel, Lausanne, Bern und Genf tätig und stieg zum Brigadier der Heilsarmee auf. Er schrieb mit Des pas dans la nuit (1986) ein Buch über seine Tätigkeit sowie eine Geschichte von Grandcour. Für seine Arbeit wurde er sowohl von Belgien als auch von Israel geehrt. Israel zeichnete ihn mit dem Ehrentitel eines Gerechten unter den Völkern in der Gedenkstätte Yad Vashem in Jerusalem aus.

## Werke
- Grandcour à travers les âges. Eigenverlag, Grandcour 1981.
- Des pas dans la nuit. Librairie Altis, Paris; Armée du salut, Berne 1986.